# Frans de Wit (beeldhouwer)
Frans de Wit (Leiden, 2 maart 1942 – aldaar, 22 juli 2004) was een Nederlandse beeldhouwer en landschapskunstenaar.

## Leven en werk
De Wit studeerde van 1960 tot 1965 aan de Koninklijke Academie van Beeldende Kunsten (1960-1965) in Den Haag. Hij ontving voor zijn werk de Materiaalprijs Buys van Hultonfonds (1966), de Jacob Hartog Prijs (1970) en twee stipendia van het ministerie van Cultuur, Recreatie en Maatschappelijk Werk (1974, 1975).
De Wit voerde diverse monumentale werken uit, waaronder:

### Windscherm Calandkanaal
Tussen 1983 en 1985 werd langs het Calandkanaal in Rotterdam-Europoort ter hoogte van de Calandbrug, om scheepvaart ook bij een windkracht groter dan 5 mogelijk te maken, een windscherm geconstrueerd naar een ontwerp van gemeente-architect Maarten Struijs en met medewerking van landschapskunstenaar Frans de Wit. Het scherm is bijna 2 kilometer lang en bestaat uit halfronde betonnen elementen van 25 meter hoogte.

### Klimwand en schijven
Tussen 1986 en 1992 werd in het Recreatiegebied Spaarnwoude, tussen Haarlemmerliede en Spaarnwoude, een klimwand- en schijvenproject aangelegd, naar een ontwerp van Frans de Wit. Het project ligt in kunstmatige heuvels en bestaat uit twee delen:
- klimwand: bestaande uit 178 betonblokken van 1.20 x 1.20 m
- schijven: een grove puinstapeling in het midden gescheiden door twee enorme schijven met een trap

### Vierkant eiland in de plas
Vierkant eiland in de plas is een kunstwerk in een waterpartij in het Prinsenpark van de Rotterdamse deelgemeente Prins Alexander. In het midden van een betonnen constructie bevindt zich een vierkant. Dit gat symboliseert het laagste punt van Nederland: zeven meter beneden NAP. De constructie, van vierkant en cirkel, vormt een schaal met oplopende balken en meet 55 x 55 meter.

### Citaat
"Back to basics" zou als motto bij het werk van Frans de Wit gebruikt kunnen worden. Als beeldhouwer refereert hij voortdurend aan basisvormen en -principes. Geometrische kernwaarden – vierkant, driehoek, cirkel – zijn evenzeer uitgangspunten als de tegenstellingsparen gesloten-open, horizontaal-verticaal, hol-bol, organoïde-abstract. Het tarten van de zwaartekracht zodanig dat de spanning voelbaar is, maar ook werken met krachten die inherent zijn aan de gekozen materialen: het zoeken naar evenwicht.
Metaal, steen, hout en beton worden in hun waarde gelaten; de identiteit van het materiaal is onderdeel van het werk. Het woord ‘werk’ in dubbele betekenis, niet alleen het eindresultaat telt, maar ook het aan dat resultaat afleesbare werkproces. De vormentaal van Frans de Wit is archaïsch, basaal en met die taal formuleert hij een universeel verhaal. Een verhaal van alle tijden en culturen, van mens en natuur. Zijn monumentale sculpturen – in Spaarnwoude en in Prins Alexander – zijn als prehistorische sites: ze hebben een functie die ons vreemd vertrouwd voorkomt.
Wouter welling, 2008.

## Werken (selectie)
- 1970 Fontein in Ommen - beton
- 1974 Elementen in Zutphen - cortenstaal
- 1982 Wenkgebaar, Middenweg/Reuzenpandasingel (stond eerst voor het gemeentehuis) in Heerhugowaard - staal
- 1983 Windscherm Calandkanaal in Rotterdam - beton
- 1984 Sculptuur in Dordrecht - brons/staal
- 1985/86 Doorgaande beweging, Einsteinweg in Leiden - cortenstaal/r.v.s.
- 1986 - 1992 Klimwand- en schijvenproject in Recreatiegebied Spaarnwoude - beton
- 1989 Herdenkingsplaquette voormalig Joods Weeshuis in Leiden - brons
- 1994 Reuvens-monument Rijksmuseum van Oudheden in Leiden - brons
- 1994 - 1996 Vierkant Eiland in de Plas" in Rotterdam-Prins Alexander - beton
- 1996 - 2002 "5 beelden op 1 kromme" in Leiden, Naturalis - geperst scheepsstaal

## Fotogalerij

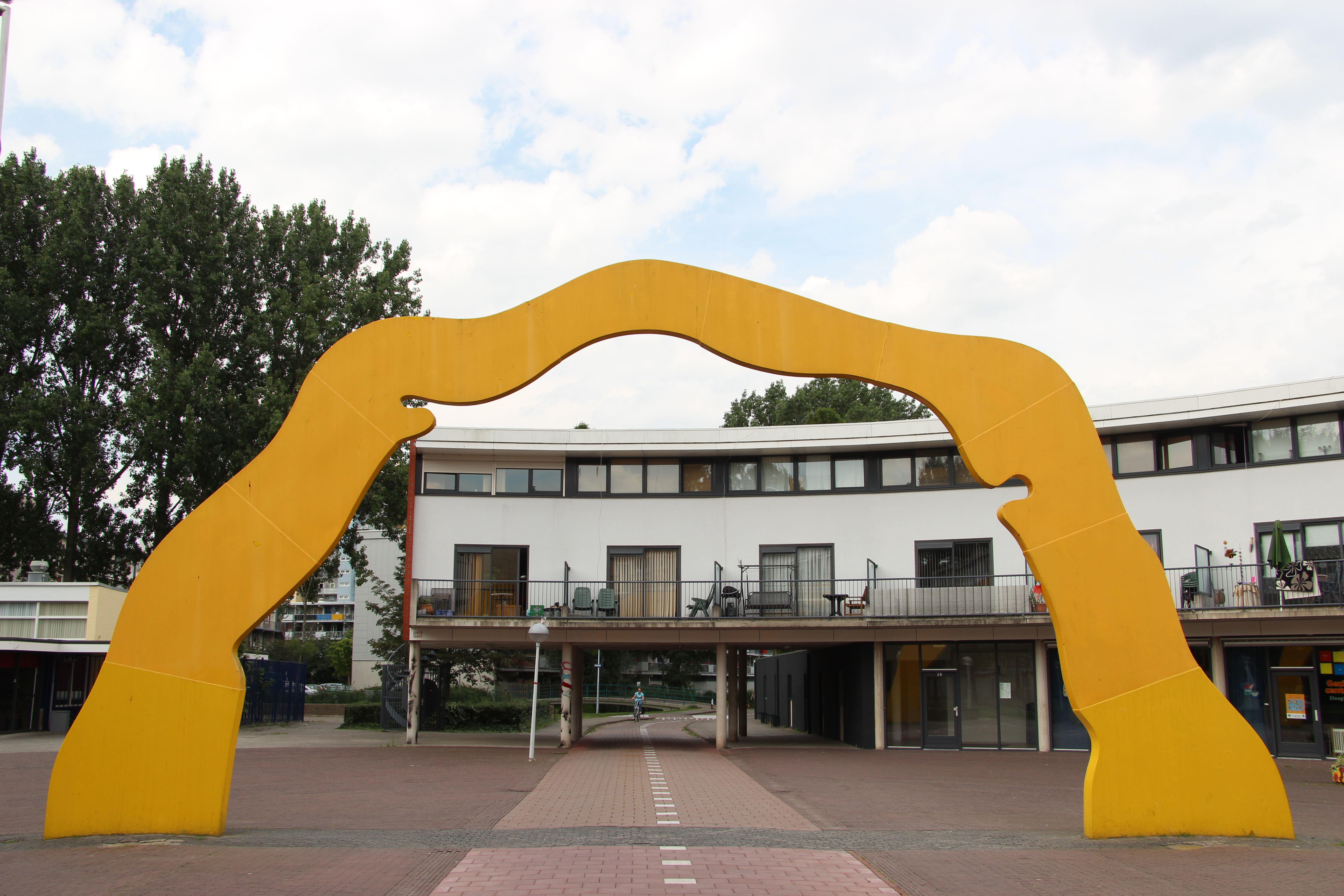
Boog (1981), Leiden
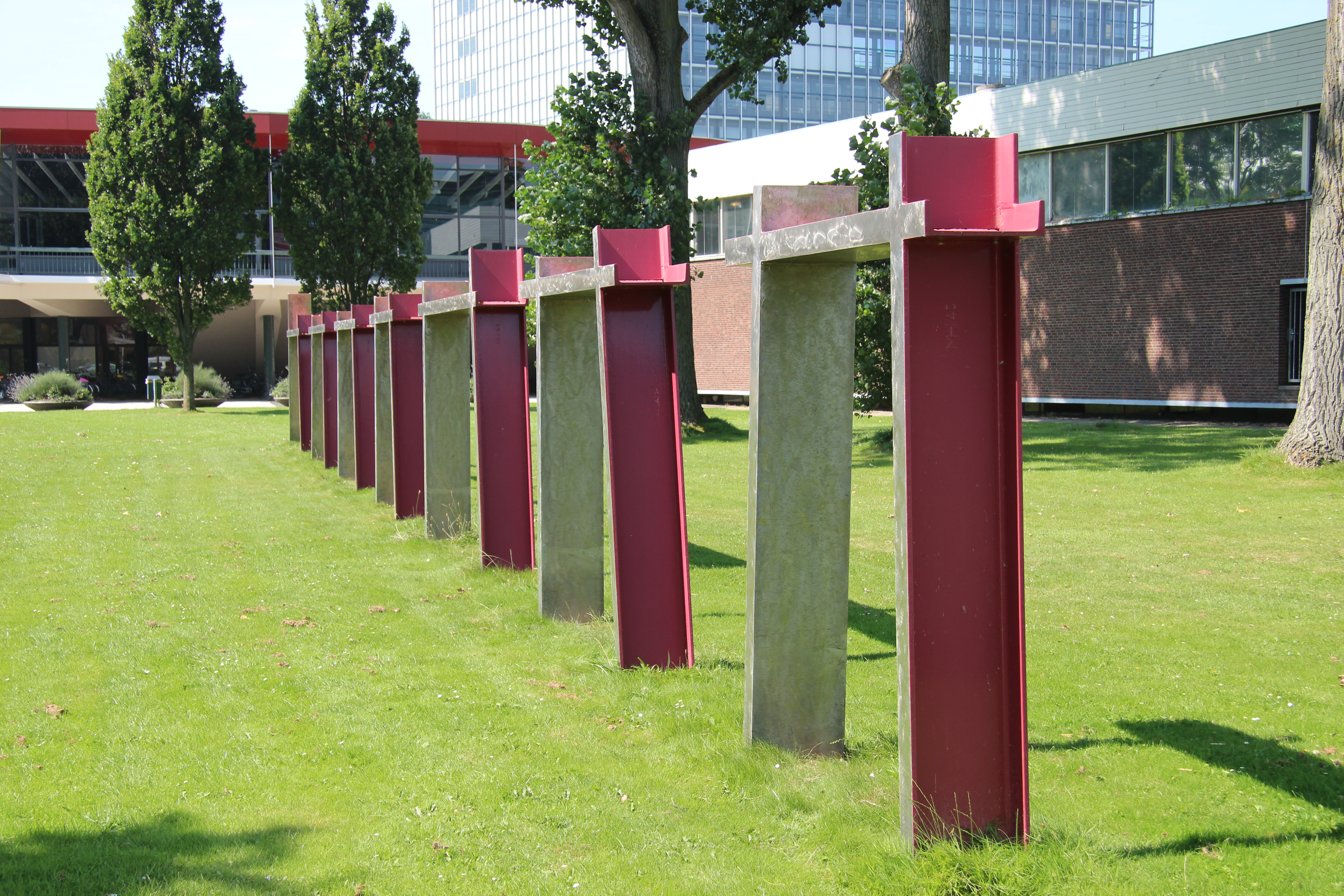
Doorgaande beweging (1985), Leiden
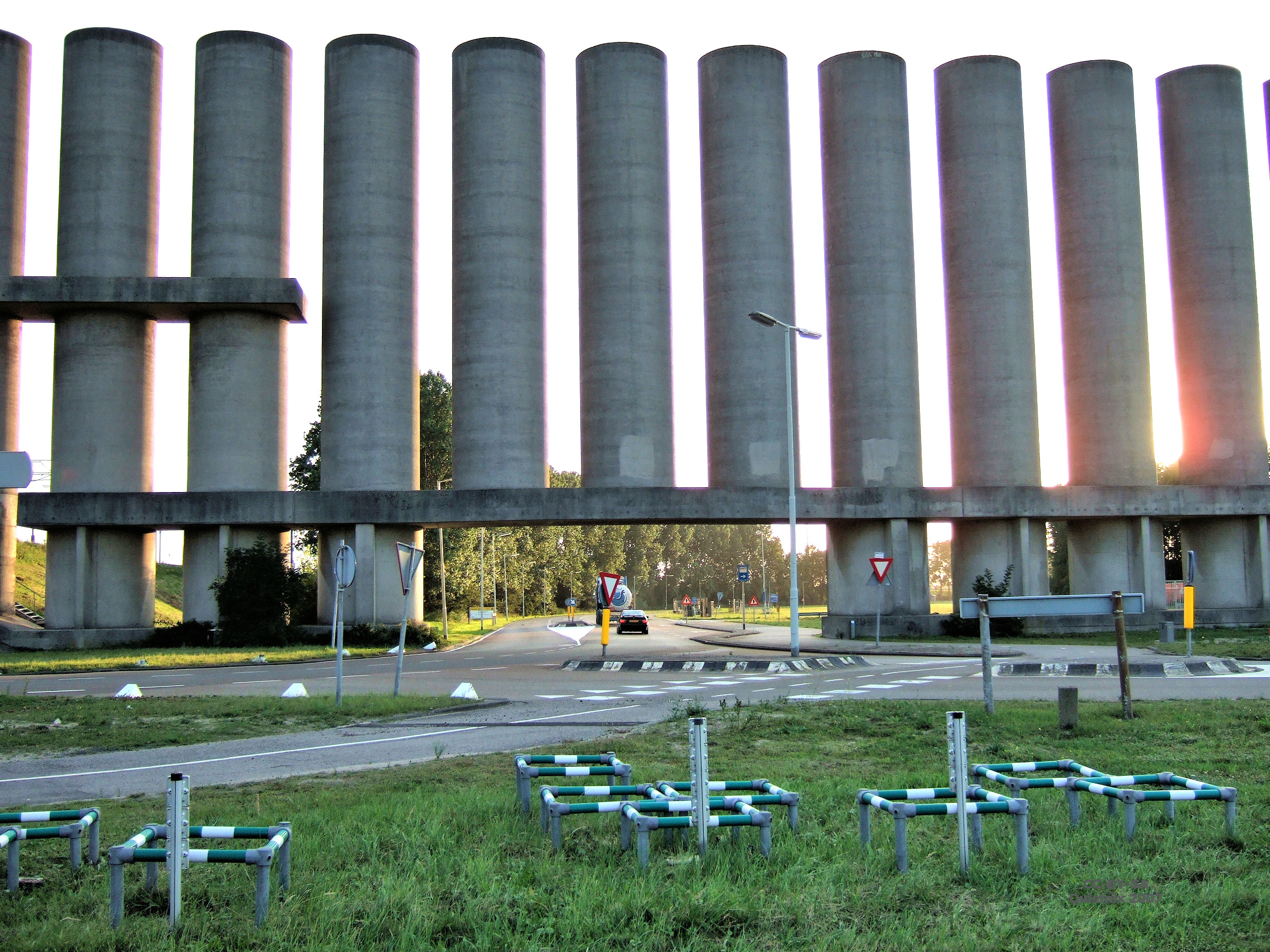
Windscherm Calandkanaal (1985), Rotterdam ter hoogte van de Calandbrug
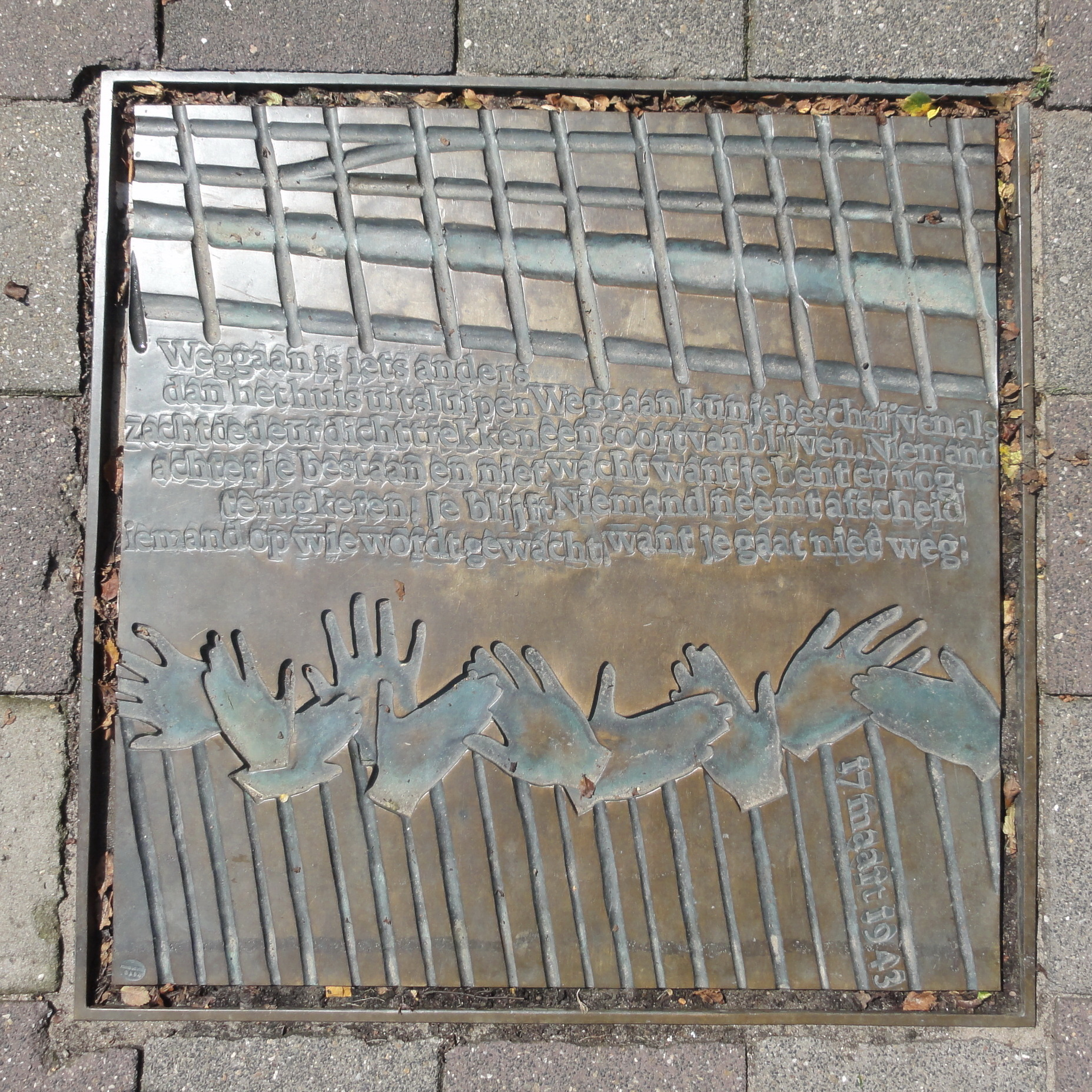
Plaquette bij voormalig Joods Weeshuis (1989), Leiden
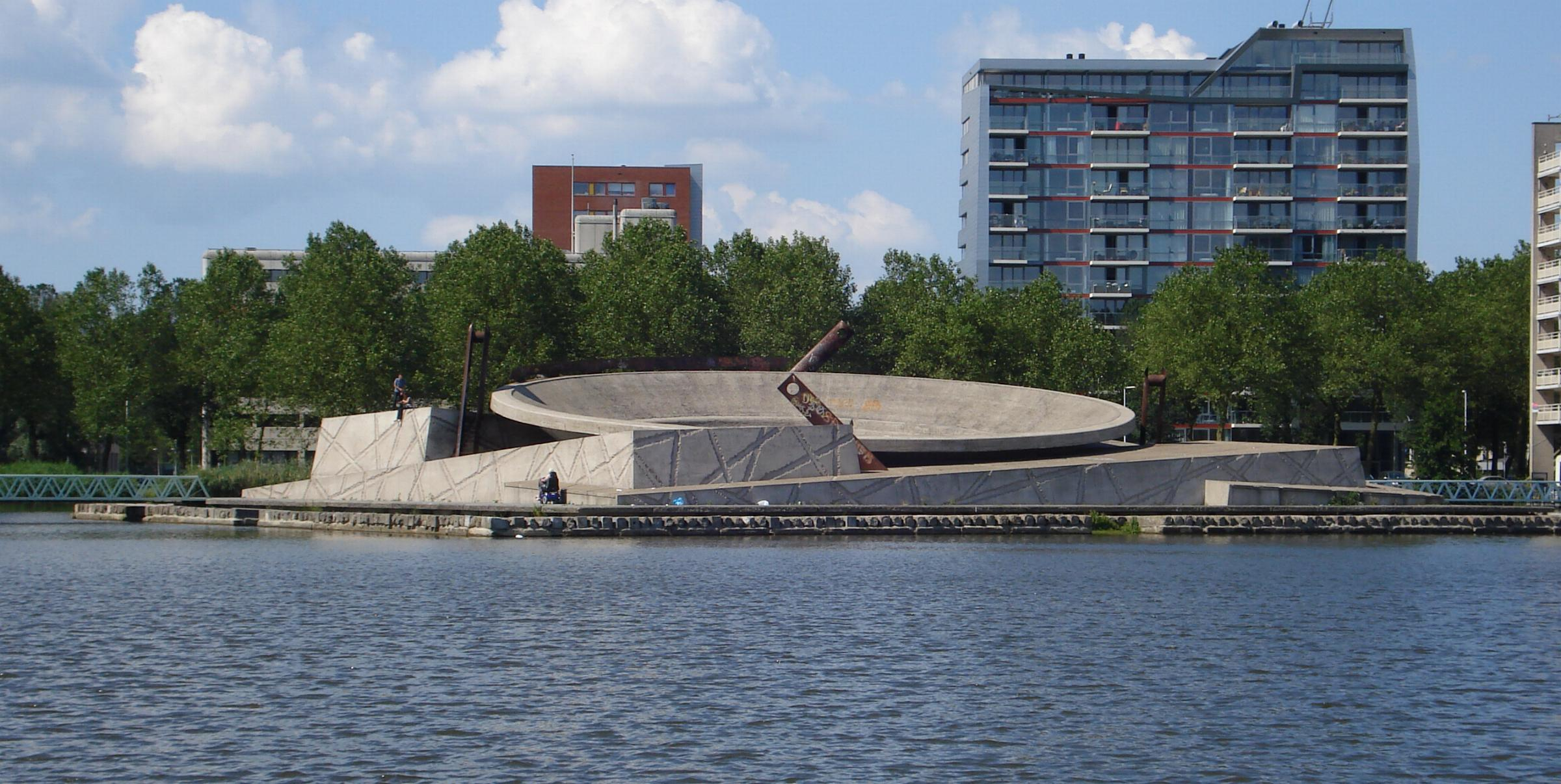
Vierkant eiland (1994), Rotterdam
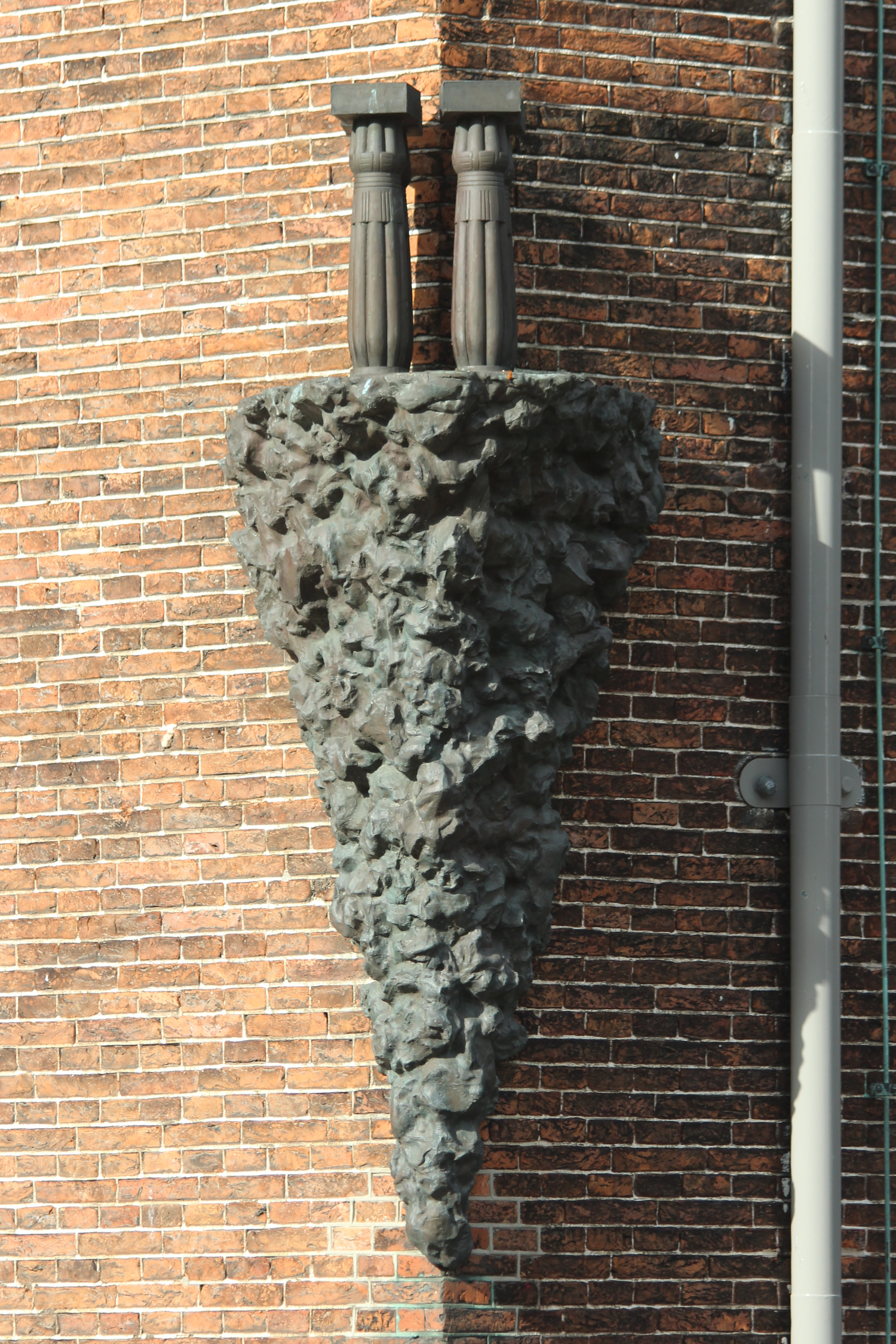
Reuvens monument (1994), Leiden
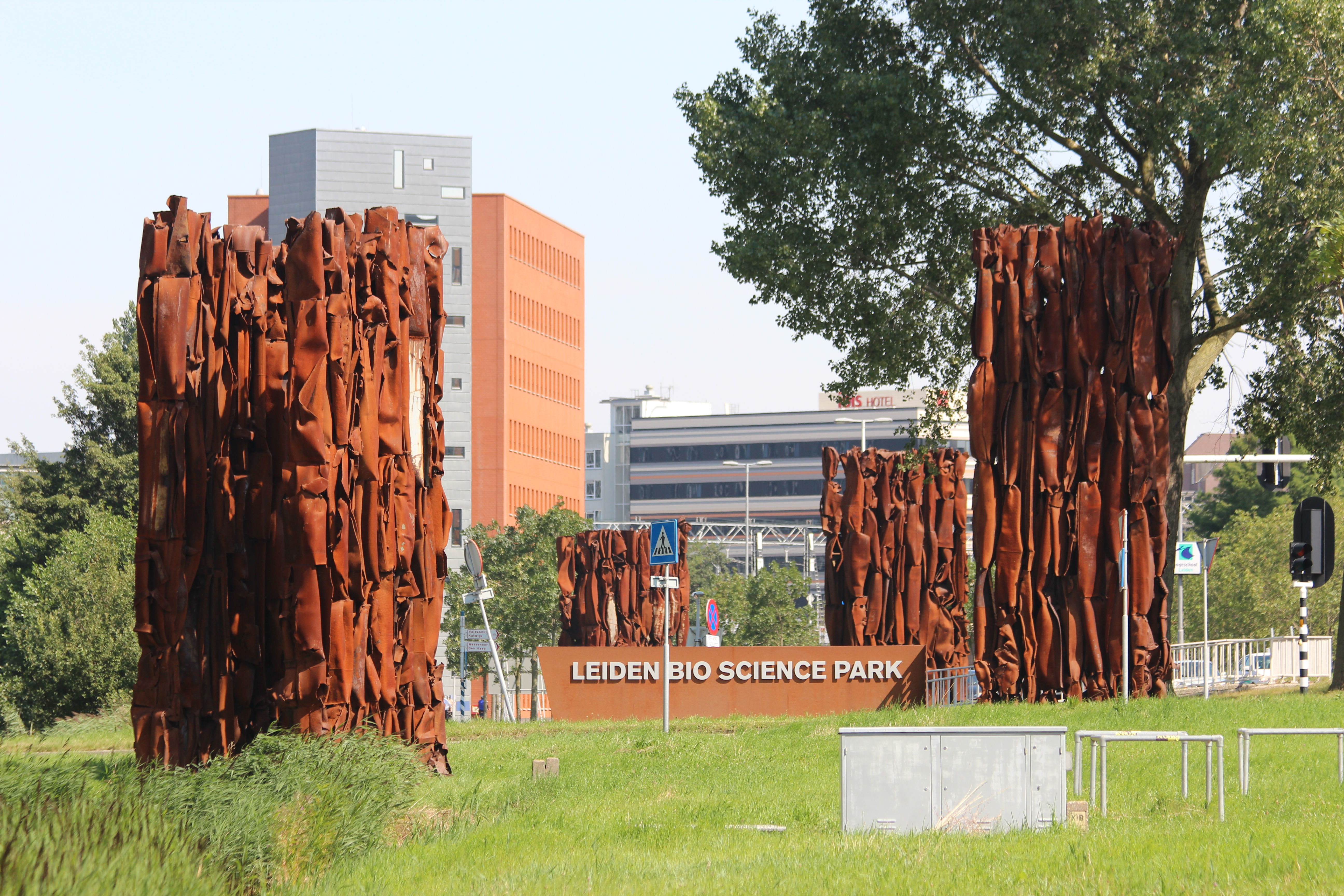
"5 beelden op 1 kromme" (2002), Leiden (bij Naturalis)
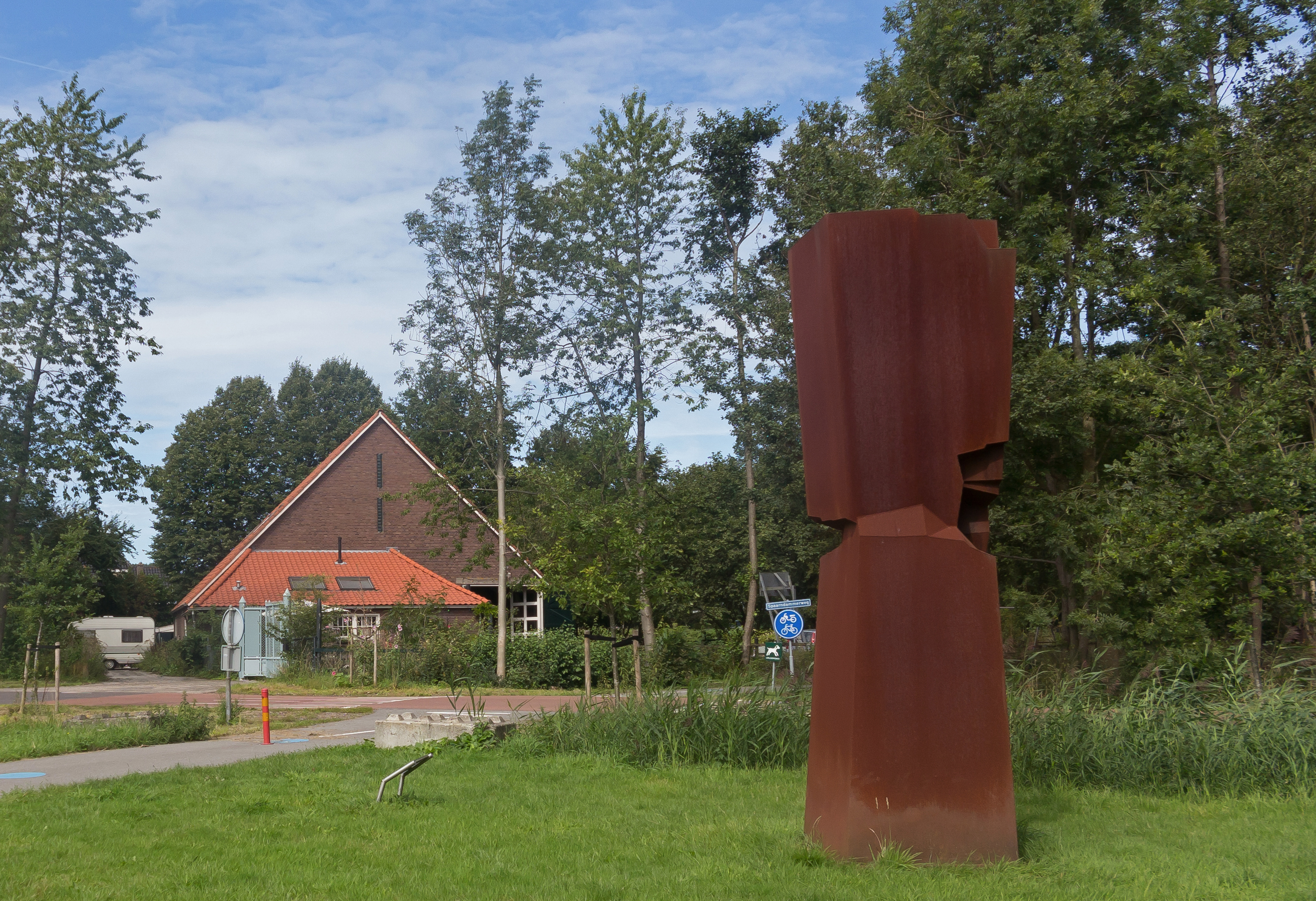
Recreatiegebied Spaarnwoude, sculptuur van Frans de Wit zonder titel